# De skyddssökande
De skyddssökande är en tragedi av Aiskylos. Handlingen kretsar kring Danaiderna, en grupp egyptiska kvinnor som flyr till Argos för att undvika giftermål med egyptiska prinsar som förföljer dem. Kungen av Argos, Pelasgos, hänskjuter till folkförsamlingen frågan om kvinnorna ska få asyl i Argos, och medborgarna röstar enhälligt för detta. Troligtvis är detta den andra tragedin i en trilogi om danaiderna. I den tredje, inte bevarade tragedin, kan Aiskylos ha tagit upp hur danaiderna - med ett undantag - mördar sina män på bröllopsnatten.
Dateringen av tragedin är osäker. Likt exempelvis De sju mot Thebe utmärks den av brist på händelser på scenen. Stora delar av dramat berättas istället av kören.
Dramat finns översatt av Emil Zilliacus i "Fyra sorgespel" (1948) och av Tord Bæckström i "De grekiska tragedierna: Aiskylos, Sofokles, Euripides" (2005).